# Enrique III de Baden-Hachberg
Enrique III, margrave de Baden-Hachberg (m. en 1330) fue margrave de Baden-Hachberg y señor de Kenzingen desde 1289 hasta 1330.

## Biografía
Enrique era hijo de Enrique II de Baden-Hachberg y de Ana de Üsenberg (m. en 1286). Tras la muerte de su padre, Enrique reinó a menudo conjuntamente con su hermano Rodolfo. En 1297, confirmaron la donación a la Orden Hospitalaria de la localidad de Heitersheim, deseada por su padre.
El margraviato de Baden-Hachberg fue dividido en 1306 entre Enrique y Rodolfo. El primero recibió la fortaleza y los territorios de la Baja Brisgovia y conservó el título de margrave de Baden-Hachberg. El segundo recibió el castillo de Sausenburg y los territorios de la Alta Brisgovia y tomó el título de margrave de Hachberg-Sausenburg. 

### Matrimonio y descendencia
Enrique se casó con Inés de Hohenberg (m. el 14 de abril de 1310); tuvieron tres hijos:
- Enrique IV, que sucedió a su padre en 1330;
- Rodolfo, comendador de la Orden Hospitalaria;
- Germán, maestre de la Orden de San Juan.